# 엑스카베이터 (마이크로아키텍처)
AMD 엑스카베이터 패밀리 15h(AMD Excavator Family 15h)는 AMD가 AMD APU 프로세서 및 일반 CPU에 사용하기 위해 스팀롤러 패밀리 15h를 계승하여 개발한 마이크로아키텍처이다. 2011년 10월 12일, AMD는 엑스카베이터가 4세대 불도저 파생 코어의 코드명이라고 밝혔다.
주류 애플리케이션을 위한 엑스카베이터 기반 APU는 Carrizo라고 불리며 2015년에 출시되었다. Carrizo APU는 HSA 1.0을 준수하도록 설계되었다. 서버 및 기업 시장을 위한 Toronto라는 엑스카베이터 기반 APU 및 CPU 변형도 생산되었다.
엑스카베이터는 "불도저" 제품군의 마지막 개정판으로, 1년 후 두 개의 새로운 마이크로아키텍처가 엑스카베이터를 대체했다. 엑스카베이터는 2017년 초에 x86-64 젠 아키텍처로 대체되었다.

## 아키텍처
엑스카베이터는 AVX2, BMI2 및 RDRAND와 같은 새로운 명령어에 대한 하드웨어 지원을 추가했다.
엑스카베이터는 GPU에 일반적으로 사용되는 고밀도(일명 "Thin") 라이브러리를 사용하여 소비 전력과 다이 크기를 줄이도록 설계되었으며, 에너지 효율을 30% 향상시켰다. 엑스카베이터는 AMD의 이전 코어 스팀롤러에 비해 클럭당 최대 15% 더 많은 명령어를 처리할 수 있다.
AMD의 퓨전 컨트롤러 허브(Fusion Controller Hub)는 Carrizo 시리즈 CPU 출시 이후 더 이상 생산되지 않는데, 이는 나머지 CPU와 동일한 다이에 통합되었기 때문이다.

## 프로세서

### APU 라인
발표되거나 출시된 세 가지 APU 라인이 있다.
1. 보급형 및 주류 시장 (데스크톱 및 모바일): Carrizo APU
  - Carrizo 모바일 APU는 2015년에 엑스카베이터 x86 코어를 기반으로 출시되었으며, CPU와 GPU 간의 통합 태스크 공유를 위한 이기종 시스템 아키텍처를 특징으로 한다. 이를 통해 GPU가 컴퓨팅 기능을 수행할 수 있으며, 이는 기능 크기를 줄이는 것만으로도 더 큰 성능 향상을 제공한다고 주장된다.[5]
  - Carrizo 데스크톱 APU는 2018년에 출시되었다. 주류 제품(A8-7680)은 4개의 엑스카베이터 코어와 GCN1.2 아키텍처 기반 GPU를 갖추고 있다. 또한, 2개의 엑스카베이터 코어를 가진 엔트리 레벨 APU(A6-7480)도 출시되었다.
2. 보급형 및 주류 시장 (데스크톱 및 모바일): Bristol Ridge 및 Stoney Ridge (엔트리 레벨 노트북용) APU[15]
  - Bristol Ridge APU는 소켓 AM4 및 DDR4 RAM을 사용한다.
  - Bristol Ridge APU는 최대 4개의 엑스카베이터 CPU 코어와 최대 8개의 3세대 GCN GPU 코어를 갖추고 있다.
  - Carrizo 대비 CPU 성능이 최대 20% 향상되었다.
  - TDP는 15W ~ 65W이며, 모바일용은 15W ~ 35W이다.
3. 기업 및 서버 시장: Toronto APU
  - 서버 및 기업 시장을 위한 Toronto APU는 4개의 x86 엑스카베이터 CPU 코어 모듈과 Volcanic Islands 통합 GPU 코어를 특징으로 했다.
  - 엑스카베이터 코어는 IPC에서 스팀롤러보다 더 큰 이점을 가진다. 개선율은 4~15%이다.
  - HSA/hUMA, DDR3/DDR4, PCIe 3.0, GCN 1.2 지원[5][6][10]
  - Toronto APU는 BGA 및 SoC 변형으로 제공되었다. SoC 변형은 사우스브리지를 APU와 동일한 다이에 통합하여 공간과 전력을 절약하고 워크로드를 최적화했다.
  - Toronto APU를 사용하는 완전한 시스템의 최대 전력 소비는 70W였다.[6]

#### 데스크톱 CPU 라인
하이엔드 데스크톱 플랫폼에는 스팀롤러 (3세대 불도저) 또는 엑스카베이터 (4세대 불도저) 아키텍처 기반 CPU가 없다.
엑스카베이터 데스크톱 CPU는 2016년 2월 2일에 Athlon X4 845라는 이름으로 발표되었다. 2017년에는 세 개의 데스크톱 CPU(Athlon X4 9x0)가 더 출시되었다. 이들은 소켓 AM4를 사용하며 TDP는 65W이다. 사실, 이들은 그래픽 코어가 비활성화된 APU이다.
| 브랜드 이름 | 모델 번호 | 코드 이름     | 클럭 (GHz) | 클럭 (GHz) | 코어 | TDP (W) | 소켓 | 캐시    | 캐시   | PCI 익스프레스 3.0 | 상대 IPC | 잠김   |
| 브랜드 이름 | 모델 번호 | 코드 이름     | 기본       | 터보       | 코어 | TDP (W) | 소켓 | L1D     | L2     | PCI 익스프레스 3.0 | 상대 IPC | 잠김   |
| ----------- | --------- | ------------- | ---------- | ---------- | ---- | ------- | ---- | ------- | ------ | ------------------ | -------- | ------ |
| 애슬론 X4   | 845       | Carrizo       | 3.5        | 3.8        | 4    | 65      | FM2+ | 4x 32KB | 2x 1MB | x8                 | 1.0      | 예     |
| 애슬론 X4   | 940       | Bristol Ridge | 3.2        | 3.6        | 4    | 65      | AM4  | 4x 32KB | 2x 1MB | x16                | 1.1      | 아니요 |
| 애슬론 X4   | 950       | Bristol Ridge | 3.5        | 3.8        | 4    | 65      | AM4  | 4x 32KB | 2x 1MB | x16                | 1.1      | 아니요 |
| 애슬론 X4   | 970       | Bristol Ridge | 3.8        | 4.0        | 4    | 65      | AM4  | 4x 32KB | 2x 1MB | x16                | 1.1      | 아니요 |

### 서버 라인
2015년 AMD 옵테론 로드맵은 1P(1 프로세서) 클러스터 애플리케이션을 위한 엑스카베이터 기반 Toronto APU 및 Toronto CPU를 보여준다.
- 1P 웹 및 기업 서비스 클러스터용:
  - Toronto CPU – 쿼드 코어 x86 엑스카베이터 아키텍처
  - Cambridge CPU 계획 – 64비트 AArch64 코어
- 1P 컴퓨팅 및 미디어 클러스터용:
  - Toronto APU – 쿼드 코어 x86 엑스카베이터 아키텍처
- 2P/4P 서버용:
  - Warsaw CPU – 12/16 코어 x86 파일드라이버 (2세대 불도저) (옵테론 6338P 및 6370P)
  - 하이엔드 멀티 프로세서 플랫폼에는 스팀롤러 (3세대 불도저) 또는 엑스카베이터 (4세대 불도저) 아키텍처에 대한 계획이 없음